# Oscar Hans
Oscar Hans (* 6. Februar 1910 in Volmeringen, Bezirk Lothringen) war ein deutscher SS-Hauptsturmführer und Kriegsverbrecher. Er war im Zweiten Weltkrieg, zur Zeit der deutschen Besatzung, in Norwegen stationiert und dort als Führer eines „SS-Sonderkommandos“ für die Hinrichtungen der norwegischen Kriegsgefangenen verantwortlich. Er wurde nach Kriegsende von einem norwegischen Berufungsgericht zum Tode verurteilt, aber vom Obersten Gerichtshof freigesprochen und nach Deutschland überstellt.

## Leben
Hans studierte von 1929 bis 1933 Verwaltungsrecht an der Johann Wolfgang Goethe-Universität Frankfurt am Main. Zum 1. März 1933 trat er der NSDAP bei (Mitgliedsnummer 1.536.750). Im selben Jahr trat er in die SS ein, und im Jahre 1934 kam er in das SD-Hauptamt.

### Zweiter Weltkrieg

#### Hans als Chef einer SS-Sondereinheit
Im Jahr 1939 wurde er in den SD-Sitz in Berlin überführt und vom Reichssicherheitshauptamt (RSHA) am 25. April 1940 nach Norwegen, BdS Oslo/Leiter I, wo er bis Mai 1945 eingesetzt war. Er traf dort auf Befehl von Reinhard Heydrich aus Berlin zusammen mit weiteren SS-Angehöriegn der Sicherheitspolizei und des Sicherheitsdienstes ein und wurde zur Abteilung I der Sipo befohlen. Die Gesamtheit der Sicherheitskräfte (Gestapo, Sicherheitspolizei und Sicherheitsdienst) in Norwegen umfasste sechs Abteilungen und stand unter dem Kommando von Heinrich Fehlis. Der Chef der Sektion von Oscar Hans war SS-Obersturmbannführer Hans Keller.
Am 25. Mai 1945 wurde Hans in Kristiansand festgenommen. Er wurde für Kriegsverbrechen vor dem Berufungsgericht in Hamar im Januar 1947 und vor dem Obersten Gerichtshof im August 1947 angeklagt. Laut der Anklageschrift war der Beklagte Mitglied der SS und vom 25. April 1940 an im Abschnitt 1 der Sipo in Oslo beschäftigt. Ab Anfang 1941 war er auch Leiter des Sonderkommandos. In dieser Funktion war er für die Vollstreckung von Todesurteilen durch das von Günther Reinecke aufgebaute SS- und Polizeigericht Nord verantwortlich. Seine erste Amtshandlung war die Erschießung der zum Tode verurteilten Gewerkschaftsvorsitzenden Harald Viggo Hansteen und Rolf Wickstrøm am 10. September 1941.
Als Leiter des Sonderkommandos war Hans nach eigener Aussage für die Durchführung von 215 Hinrichtungen, vollzogen an norwegischen Patrioten, davon 68 ohne vorherige Gerichtsverfahren, verantwortlich. Im Verfahren wurde ihm die Hinrichtung von mindestens 312 norwegischen Patrioten zur Last gelegt.
Oscar Hans, Führer des Sonderkommandos und Kommandeur des Exekutionskommandos, der norwegische Gefangene hingerichtet hat, wurde ursprünglich zum Tode verurteilt, aber das Urteil wurde von dem norwegischen Obersten Gerichtshof aufgehoben. Am 10. Dezember 1947 wurde Hans nach Deutschland abgeschoben.
Ein britisches Militärgericht befasste sich vom 18. bis 22. August 1948 in Hamburg mit den Verbrechen von Oscar Hans. Er wurde zum Tode verurteilt, seine Strafe wurde dann aber in 15 Jahre umgewandelt. Im April 1954 wurde der in Werl einsitzende Hans enthaftet.